# Kotschya longiloba
Kotschya longiloba är en ärtväxtart som beskrevs av Bernard Verdcourt. Kotschya longiloba ingår i släktet Kotschya och familjen ärtväxter. Inga underarter finns listade i Catalogue of Life.